# Сидорчук Таїсія Михайлівна
Сидорчук Таїсія Михайлівна (нар.01.02.1957, Тульчин, Вінницька область) — керівник Центру орієнталістики імені Омеляна Пріцака при Національному університеті «Києво-Могилянська академія», кандидат історичних наук, старший викладач магістерської програми «юдаїка» в НаУКМА, завідувачка Музею НаУКМА.

### Освіта
Закінчила Вінницьке музичне училище ім. М. Д. Леонтовича (1976 р.), історико-теоретичний факультет Львівської державної консерваторії ім. М. Лисенка, аспірантуру кафедри новітньої історії України Київського університету імені Тараса Шевченка (1994 р), докторантуру Державної Академії керівних кадрів освіти при Академії Педагогічних Наук
України (2001). 1995 року захистила кандидатську дисертацію на тему «Наукова та культурно-освітня діяльність української еміграції в Австрії (1919—1925 рр.)» (офіційний опонент: академік Омелян Пріцак).

### Наукова та професійна діяльність
Автор понад 50 наукових праць, які опубліковані у фахових вітчизняних і зарубіжних виданнях, має значний досвід наукової роботи в архівних, наукових і музейних установах України, Росії, Австрії, Німеччини, Чехії, Японії, Ізраїлю, зокрема в рамках міжнародних наукових програм. Сфера наукових інтересів: історія української науки та культури у ХХ ст., матеріальна та духовна культура євреїв України, архівознавство, музеєзнавство, джерелознавство, інтелектуальна біографія Омеляна Пріцака.
Працювала лаборантом, завідувачем учбово-методичним кабінетом, викладачем курсів філософії та історії і теорії світової та вітчизняної культури у Львівській державній консерваторії імені М. В. Лисенка (1981—1994). Наукова співробітниця та завідувачка відділу Інституту релігієзнавства при Львівському музеї історії релігії (1996—2006). У 2006—2010 роках — завідувачка науково-дослідного відділу розвитку музейної справи та заступниця генерального директора Мистецького Арсеналу з музейної роботи, співавторка першого масштабного виставкового проекту на його території.
У 2011—2012 роках очолювала роботу з систематизації та впорядкування архіву Омеляна Пріцака, перевезеного до України у 2007 році.
Співавтор та ведуча телефільмів «Колекція Ігоря Губаржевського», «Бібліотека Омеляна Пріцака».

### Вибрані публікації
- Венский и Пражский периоды культурно-образовательной деятельности украинской эмиграции в межвоенный период // Russian, Ukrainian and Belorussian Emigration between the World Wars in Czechoslovakia. Proceedings of the International Conference in Prague, August 14-15, 1995. — Prague 1995, Vol.II, Pp. 698—705.
- Kulturelles Leben der Ukrainischen Emigration in Österreich zwischen den Weltkriegen, in.: Studien zu Deutsch — Ukrainischen Beziehungen. Ukrainische Freie Universität. — München, 1996, Nr.2, S.61-93.
- Віденський та Празький періоди Українського Вільного Університету: умови і специфіка науково-педагогічної діяльності // Ювілейний збірник, присвячений 75-річчю заснування Українського Вільного Університету. За матеріалами наукової конференції. — Прага, 1998. С.14-26.
- Культурная, образовательная и религиозная деятельность украинской эмиграции в Австрии в межвоенный период // Acta Slavica Japonica, Tomus XVI, Sapporo 1998, Pp. 146—157.
- Український Жіночий Союз у Відні // Наукові записки молодих вчених та аспірантів. Інститут української археографії та джерелознавства ім. М. С. Грушевського НАН України — Київ 1999. Т.3. С.578-598.
- Die Ukrainer in Wien // Ukraine: Geographie, Etnografische Struktur, Geschichte. Österreichische Osthefte (Hrsg. Peter Jordan, Andreas Kappeler und Walter Lukan). Sonderband 15. — Wien, 2001.S. 457—483.
- Союз українських журналістів і письменників: віденський період 1919—1923 рр. // Український археографічний щорічник — Київ, 2001, №. 5/6. C.134 -152.
- Галицкая эмиграция в Австрии в межвоенный период: культурно-образовательная и религиозная деятельность // Европейское измерение политической истории. Европейские сравнительно-исторические исследования. Российская Академия Наук. Институт всеобщей истории. Москва, 2002. Вып.1. С.237-251.
- Особові архіви українського зарубіжжя в Національному університеті «Києво-Могилянська академія»: досвід наукового опрацювання та збереження / Таїса Сидорчук // Четверта міжнародна науково-практична конференція Світове українство як чинник утвердження держави Україна у міжнародній спільноті «…землякам моїм в Україні і не в Україні…» (у рамках IV Міжнародного конґресу світового українства): зб. матеріалів, 23-24 серп. 2013 р., м. Львів, Україна. — Л. : Львів. політехніка, 2013. — С. 346—351.
- Архівний фонд Якима Яреми: джерельне значення матеріалів / Таїса Сидорчук // Яким Ярема — вчений і воїн: збірник наукових праць до 130-ліття від дня народження / [авт.-упоряд. М. Падура]. — Львів: [б. в.], 2015. — С. 136—144.
- Визначний славіст Орест Зілинський та Український науковий інститут Гарвардського університету: науково-видавничі плани та співпраця // Славістична збірка. Вип.1: Збірник статей за матеріалами Перших Міжнародних наукових Соханівських читань (м. Київ, 18 листопада 2014 р.) / За ред. Д.Гордієнка та В.Корнієнка. — К., 2015. — 396 с. — С.204-215.

- Оцінка В.Липинським ролі та значення Гетьманату 1918 року в працях Віденського періоду // Останній Гетьман. Ювілейний збірник пам'яті Павла Скоропадського. 1873—1945. — Київ, 1993. С.151-155.
- Гетьманська еміграція у міжвоєнній Німеччині та Український Науковий Інститут в Берліні (1926—1945) // Гетьман Павло Скоропадський та Українська Держава 1918 року. Науковий збірник, присвячений 80-й річниці проголошення Української держави 1918 року. — Київ, 1998. — С.101-113.
- До характеристики світогляду гетьмана Павла Скоропадського у міжвоєнну добу // Український консерватизм і гетьманський рух: історія, ідеологія, політика. Вісник Київського державного лінгвістичного університету. Вип. 4. — Київ, 2000. С.331-351.
- Гетьманський рух напередодні Другої Світової війни та Осип Назарук // Записки НТШ. Праці історико-філософської секції. — Львів, 2000. — С.236-254.
- Гетьманський рух у Сполучених Штатах Америки і Канади як історико-політичне та світоглядне явище // Київська старовина 2000. №.6. С.101-117; 2001. №.1.С.72-88.
- Українські монархісти у Великій Британії (1927—1957 рр.) // Міжнародні зв'язки України: наукові пошуки і знахідки. Міжвідомчий збірник наукових праць. Інститут історії України НАН України. — Київ 2002. Випуск 11. С.92-99.
- Listy W.Lipinskiego do A.Szeptyckiego w okresie ukazywania sie "Przegladu Krajowego // над Віслою і Дніпром. Україна і Польща в європейському вимірі — минуле і сучасність. Наукові праці викладачів і студентів Київського національного лінгвістичного університету та Університету Миколая Коперніка в Торуні. Серія: Історія. Міжнародні системи та глобальний розвиток. — Київ — Торунь 2003—2004. С.132-141.
- Павло Скоропадський та Омелян Пріцак: до історії взаємостосунків та спіпраці // Український археографічний щорічник. – Київ 2018. Випуск 21/22. - С.525-539.
- До біографії офіцера армії короля Карла XII Філіппа Йоганна фон Штраленберга – учасника Полтавської битви та дослідника Сибіру // Гетьманські читання. Пам’яті шведського короля Карла XII (1682-1718). – Інститут української археографії та джерелознавства НАН України; Музей Гетьманства. - Збірник наукових статей – Київ 2019. – С.100-110.

- Меморіальний кабінет-бібліотека Омеляна Пріцака у Національному університеті «Києво-Могилянська академія» // Пам'ятки України: історія та культура. — К., 2014. — Спецвипуск (197). — С.68-75.
- Матеріали Агатангела Кримського в архіві Омеляна Пріцака // Український археографічний щорічник: нова серія / Академія наук України, Археографічна комісія, Інститут української археографії ; [гол. ред. П. С. Сохань]. — К.: Український письменник, 2013. — Вип. 18 — С. 101—116.
- Взаємини Омеляна Пріцака та Ярослава Дашкевича на тлі епохи: (на матеріалах архіву О. Пріцака в Національному університеті «Києво-Могилянська Академія»)// Українське джерелознавство та спеціальні історичні дисципліни на порозі ХХІ ст.:матеріали Міжнар. конф., присвяч. 85-літтю від дня народження Ярослава Дашкевича (13-14 грудня 2011 р., м. Львів) / НАН України. Ін-т української археографії та джерелознавства ім. М. С. Грушевського. Львівське відділення; Упоряд.: М. Капраль, Н. Кіт, А. Фелонюк. — Львів: б.в., 2013. — С. 106—115.
- Омелян Пріцак, Нобелівський комітет з літератури Шведської академії та українські письменники: до питання співпраці та взаємин / Таїса Сидорчук // Загартована історією: ювілейний збірник на пошану проф. Надії Іванівни Миронець з нагоди 80-ліття від дня народження / П. С. Сохань (гол. ред. кол.) ; НАН України, Ін-т укр. археографії та джерелознавства ім. М. С. Грушевського. — К., 2013. — С. 237—248.
- До історії відзначення тисячоліття хрещення Русі-України: за матеріалами архіву Омеляна Пріцака// Історія релігії в Україні: наук. щоріч. / ред. кол. : З. Білик, О. Киричук ; Ін-т релігієзнавства — Філія Львів. музею історії релігії. — Л. : Логос, 2013. — Кн. 1. — С. 776—787.
- Наукові взаємини Омеляна Пріцака з вченими Туреччини (за матеріалами особового архіву О. Пріцака в Національному університеті «Києво-Могилянська академія») // XVI Сходознавчі читання А. Кримського: тези доп. міжнар. наук. конф., м. Київ, 11 жовт. 2012 р. / Нац. акад. наук України, Ін-т сходознавства ім. А. Ю. Кримського. — К., 2012. — С. 63-65.
- Особливості систематизації та опрацювання архівних колекцій універсальних учених (на прикладі роботи з особовим архівом Омеляна Пріцака) / Таїса Сидорчук. // Студії з архівної справи та документознавства. — Київ: Український науково-дослідний інститут архівної справи та документознавства, 2011. — Т. 19, кн. 1. — С. 100—112.
- Меморіальний кабінет-бібліотека Омеляна Пріцака у Національному університеті «Києво-Могилянська академія» //Пам'ятки України: історія та культура. — К., 2014. — Спецвипуск (197). — С.68-75.
- Особовий архів Омеляна Пріцака: наукове опрацювання та створення описів архівної колекції універсального вченого // Українська орієнталістика. — К., 2013—2014. — Вип.7-8. — С.95-110.
- Листи Наталії Полонської-Василенко до Омеляна Пріцака як джерело про видання праць Миколи Василенка в «Гарвардській серії українських студій» (1970—1971) — Український археографічний щорічник. — Київ 2016. — №.19/20. — С.60-77.
- Листи Наталії Полонської-Василенко до Омеляна Пріцака як джерело про видання праць Миколи Василенка в «Гарвардській серії українських студій» (1970-1971) // Український археографічний щорічник . – Вип. 19/20. – 2016. - С.60-77.
- Омелян Пріцак та видавнича діяльність Українського наукового інституту Гарвардського університету в 1970-1990-х рр. // Славістична збірка. - Збірник статей за матеріалами Третіх Міжнародних наукових Соханівських читань (Київ, 18 листопада 2016 р.) – Київ, Інститут української археографії та джерелознавства НАН України. - 2018. – Вип. 4. - С.125-138.

- Співпраця Маєра Балабана з «Єврейською енциклопедією» // Judaica Ukrainica: Annual Journal of Jewish Studies. — Kyiv: Laurus Press, 2014. — Vol. 3. — P. 210—230.
- Майєр Балабан і «Chwila»: двадцять років співпраці // Judaica Ukrainica. — Kyiv: Laurus Press, 2013. Volum II. — C.187-206.
- Колекція ритуального срібла Єврейського музею у Львові: джерелознавчий аспект (за матеріалами Центрального державного історичного архіву м. Львова) //Музейні читання. Матеріали наукової конференції «Ювелірне мистецтво погляд крізь віки». — Київ, Музей історичних коштовностей України, 14-16 листопада 2011 р. — К., 2012. — С.175-186.
- Еврейский музей во Львове: история создания и культурной деятельности (по материалам Центрального государственного исторического архива г. Львова)// Научные труды по иудаике: материалы XVIII Междунар. ежегод. конф. по иудаике / [редкол. : В. В. Мочалова (отв. ред.) … и др.] ; Центр науч. работников и преподавателей иудаики в вузах «Сэфер». — М. : [Центр «Сэфер»], 2011. — Т. 1. — С. 443—473. -(Академическая серия ; вып. 34).
- Максиміліан Ґольдштейн: останні роки життя колекціонера і музеєзнавця (за документами Державного архіву Львівської області) // Українська орієнталістика: спец. вип. з юдаїки /під ред. В. Черноіваненка. — К. : Науково-дослідний центр орієнталістики ім. Омеляна Пріцака Нац. ун-ту «Києво-Могилянська академія», 2011. — С. 355—374.
- Иудаика из фондов Львовского музея истории религии (по страницам выставок трех фестивалей еврейской книги). — Львов 2001. 49 с.
- Огляд особового фонду колекціонера, мистецтвознавця Максиміліана Гольдштейна в Центральному державному історичному архіві м. Львова // Українська орієнталістика Збірник наукових праць викладачів та студентів Національного університету «Києво-Могилянська академія» і Київського національного лінгвістичного університету до 90-річчя професора Омеляна Йосиповича Пріцака / Нац. ун-т «Києво-Могилянська академія»; Київ. нац. лінгв. ун-т; — К., 2009—2010. — Вип. 4–5. — С.45 — С. 240—249.